# Fabio Campana
Fabio Campana (Liorna, 14 de gener de 1819 - Londres, 2 de febrer de 1882) va ser un compositor italià, director d'òpera, director i professor de cant que va compondre vuit òperes que es van estrenar entre 1838 i 1869.

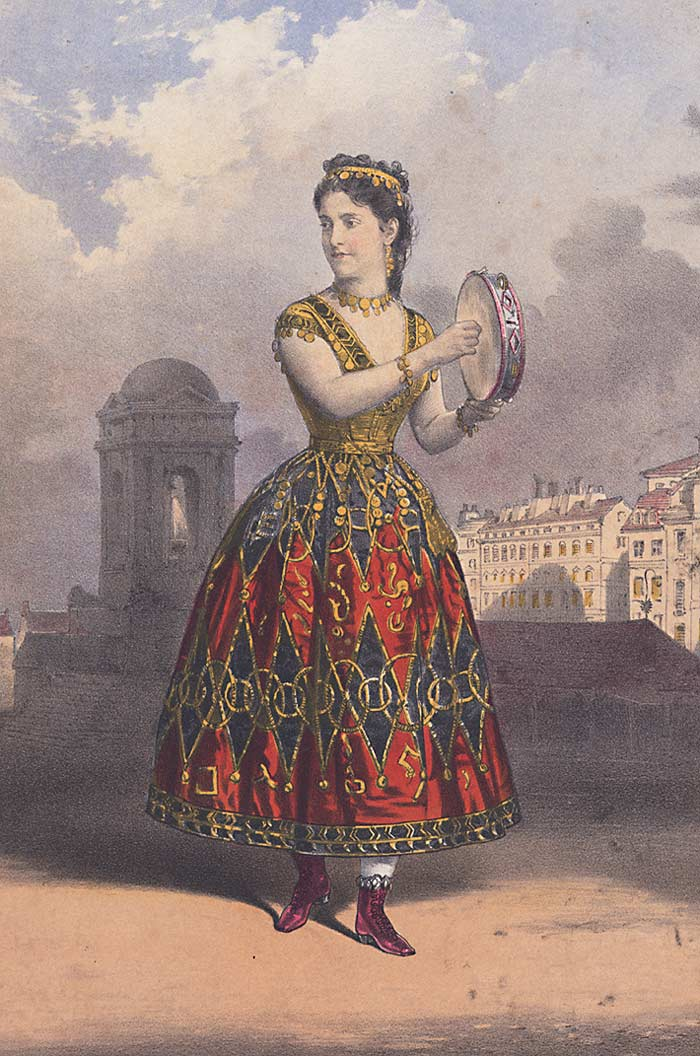
Adelina Patti com a Esmeralda en la darrera òpera de Campana, Londres 1870

Va néixer a Livorno, ciutat on es van estrenar les dues primeres òperes, però en la dècada de 1850 es va establir a Londres. Allà va obrir una famosa escola de cant, on es feien concerts, i va continuar la seva reputació com a compositor prolífic i popular de cançons àries de concert. La seva última òpera, Esmeralda, es va estrenar a Sant Petersburg el 1869, seguit de presentacions a Londres el 1870 amb Adelina Patti en el paper protagonista. Campana va morir a Londres a l'edat de 63 anys. Encara que ja no es porten a terme les seves òperes, les seves cançons es poden escoltar en diverses gravacions modernes.